# Кампоо-де-Юсо
Кампоо-де-Юсо (ісп. Campoo de Yuso) — муніципалітет в Іспанії, у складі автономної спільноти Кантабрія. Населення — 705 осіб (2009).
Муніципалітет розташований на відстані близько 290 км на північ від Мадрида, 50 км на південь від Сантандера.
На території муніципалітету розташовані такі населені пункти: Бустаманте, Корконте, Ла-Костана (адміністративний центр), Ланчарес, Монегро, Орсалес, Ла-Побласьйон, Кінтана, Кінтанаманіль, Ла-Ріва, Сервільяс, Сервільєхас, Вільяпадерне, Вільясусо.

## Демографія
Динаміка населення (INE ):

## Галерея зображень

Розташування муніципалітету